# Sebastiania tuerckheimiana
Sebastiania tuerckheimiana là một loài thực vật có hoa trong họ Đại kích. Loài này được (Pax & K.Hoffm.) Lundell miêu tả khoa học đầu tiên năm 1975.